# Ciuciulea, Glodeni
Ciuciulea este un sat din raionul Glodeni, Republica Moldova.

## Geografie

### Relieful comunei
Aspectul contemporan al reliefului teritoriului comunei Ciuciulea s-a format pe parcursul neogenului și antropogenului sub influența proceselor endogene și exogene. El este neuniform, fragmentat, caracterizându-se prin succesiunea câmpilor, platourilor complicate de diferite forme specifice de relief: văi, hârtoape, dealuri, râpi, depresiuni.
Relieful contemporan al Moldovei în general e reprezentat prin două trepte. Prima treaptă, superioară, are înălțimi mai mari de 250 metri, iar treapta a doua – mai mici. Moșia satului natal aparține la treapta a doua și din punct de vedere orografic este amplasată în Câmpia Prutului de Mijloc, ce face parte din componența Câmpiei Colinare a Moldovei de Nord. Din punct de vedere a reliefului satul Ciuciulea este amplasat în valea pârâului cu același nume, cea mai mare parte a lui aflându-se pe malul lui drept și numai o parte neînsemnată – pe malul stâng. Dinspre est și vest satul este învecinat cu două șiruri de dealuri orientate de la nord-est spre sud-vest. 
Culmea de dealuri dinspre vestul satului, situată între pârâiele Ciuciulea și Glodeanca, după înălțime este mai mult sau mai puțin omogenă, altitudinea medie absolută a ei fiind de circa 170 metri atât în partea ei de nord-est, cât și în cea de sud-vest. În cadrul acestei culmi se evidențiază trei dealuri: Poligon (211,8 m), Rotunda (204,8 m) și înălțimea 201,3 m.
Șirul situat la est de sat este format din 9 dealuri mai mult sau mai puțin pronunțate. În partea de nord-est înălțimea medie absolută a șirului este de 180 metri, piscurile cele mai înalte având de la 189,8 până la 197,4 m (dealurile Ciocan, Goloșăilor, 190,8 m; 195,0 m). Mai la sud-vest înălțimea medie a șirului trece de 200 metri, aici aflându-se cel mai înalt deal de prin părțile locului – dealul Bădilă cu o altitudine absolută de 245,1 m. Tot pe aceiași culme sunt plasate dealurile Podișului, Piciorul Dealului etc.
De la acest șir principal de dealuri pornesc trei șiruri mai scurte și mai joase care au orientare de la nord spre sud sau de nord-vest spre sud-est. Cel mai de nord din aceste șiruri are înălțimea maximă de 188,7 m , cel din mijloc – de 199,1 (dealul Hultura), iar cel dinspre sud – de peste 200 metri (dealurile Pitihatca de 208,7 m și Bulhacului de 205,7 m).
Între râurile Căldărușa și Ciuciulea se plasează un deal alungit și nu prea înalt cu înălțimea maximală de 132,6 m.
Cel mai jos loc din localitate se află cu 2 kilometri mai la sud de sat în lunca pârâului Ciuciulea si are înălțimea absolută de 87 metri. Dacă luăm în considerație că dealul Bădilă are 245,1 metri, apoi adâncimea maximală a fragmentării reliefului în zona studiată este de 158,1 m. În diferite părți ale moșiei satului acest indice este diferit. Astfel, în partea de nord-est, lângă dealul Ciocan, adâncimea fragmentării este de 80 de metri, iar în sud-est, lângă dealul Pitihatca – de 98,9 metri. De aici rezultă că adâncimea fragmentării în nord-estul moșiei satului este cu 18,9 metri mai mică decât în partea de sud-est a ei. Cea mai mică fragmentare a reliefului se observă în interfluviul Glodeanca-Căldărușa ea fiind aici egală cu 69,6 metri.
Densitatea fragmentării reliefului este mai mare în partea de est a satului în Valea Ponoarei, unde acest indice este de 3 kilometri la km pătrat, în partea de nord, unde se află Valea Împuțitei, și la sud Valea Coreei densitatea fragmentării fiind de circa 2,5km2.
Gradul de înclinare a suprafețelor reliefului, adică pantele, sunt mai mici pe versanții estici ai șirului de dealuri Poligon-Rotunda unde unghiul de înclinare în unele locuri este mai mic de 1º. Cele mai repezi pante de 8-9º sunt plasate în partea de sud-est a satului pe povârnișurile văii ce desparte dealurile Bădilă și Podișului de dealul Bulhacului și Pitihatca. Schimbarea pantelor se vede destul de bine pe profilul transversal al reliefului localității, construit pe linia A – B. 
O trăsătură specifică a reliefului satului Ciuciulea sunt zecile de tumuli – movile conice de pământ ce au fost ridicate de asupra mormintelor unor lideri ale nomazilor ce au trecut prin aceste meleaguri în timpurile îndepărtate. Ei sunt situați pe toată întinderea vechii și actualei moșii. Astfel, constatăm că hotarul cu satul Viișoara este marcat clar cu 2 tumuli: unul cu înălțimea de 4 metri și diametru de 30 – 35 m și altul cu înălțimea de 1 m și diametrul de 15 m. Lucrările agricole repetate au afectat și au distrus parțial aceste monumente. La sud-vest de sat, la 1 km spre vest de cei doi tumuli a fost atestat un al treilea cu diametrul de 20 m și înălțimea de 3 m, semn al aceleiași prestanțe ca și toate celelalte vestigii ascunse de patima timpului. 
„ În suta”, în direcția spre satul Dușmani; a fost înregistrat un alt tumul cu înălțimea de 3 m și diametrul de 20 m, oarecum deteriorat din cauza lucrărilor agricole.
Un tumul cu o înălțime de 3,5 m și diametrul de 20 m, înconjurat de copaci, se află la 3 km est de sat, localnicii numindu-l Movila Rădiului. La 5 km spre est, într-un loc numit Căliman, se află un alt tumul cu înălțimea de 2,5 m și diametrul de 20 m. În imediata apropiere a drumului îl duce spre Glodeni, la intersecția Ciuciulei cu Cuhneștii sunt înregistrați 4 tumuli cu înălțimea de 0,5 – 1,9 m și diametrul de 20 m. 
Lângă drumul ce duce la Glodeni este situată o seliște la 3,5 km spre nord, în arealul căreia se află și un tumul mult mai vechi. Pe locul acesta au fost atestate urme de lut ars de la rămășițele locuințelor; ceramică roșie, o statuetă feminină, ceramică neagră și sură – vestigii ce întrunesc două orizonturi culturale: Cultura Tripolie și Cultura Criș. 
În spațiul cuprins între Ciuciulea și Moara Domnească în apropierea barajului Iazului din ponoare se află un monument ce datează din timpurile străvechi. La Podul lui Vasilică se află o colină la nord-est de pod cu un areal de aproximativ 0,1 – 2 km.
Un rol mare în formarea reliefului contemporan al comunei l-au avut nu atât procesele endogene, cât cele exogene, în primul rând eroziunea și alunecările de teren. Datorită eroziunii liniare sau format ravenele, vâlcelele și văile fluviale. Ravenele reprezintă niște adâncituri rectiliniare cu povârnișurile abrupte lipsite de vegetație de zeci și sute de metri lungime și până la câțiva metri adâncime. Sunt forme relativ recente de relief. Vâlcelele sunt niște văi nu prea adânci, care pot avea lungime de la câteva sute de metri până la câțiva kilometri și o lărgime de zeci de metri. Au fundul plat sau slab concav și malurile convexe destul de înclinate acoperite cu vegetație ierboasă sau chiar arborescentă.. Ele reprezintă ultima etapă de dezvoltare a ravenelor. Ambele forme apar datorită activității torenților temporari. Văile fluviale sunt niște forme de relief negative liniar întinse cu lungimi, lățimi și adâncimi considerabile, care s-au format în rezultatul activități cursurilor de apă permanente.
O altă formă erozională de relief sunt dealurile. Ele reprezintă forme pozitive de relief ce se caracterizează printr-o masivitate pronunțată. Au formă conică sau ovală, cu spinările ușor rotunjite și se înalță izolat cu câteva zeci de metri deasupra reliefului înconjurător. 
În vremea ploilor torențiale de pe versanții văilor, vâlcelelor, hârtoapelor se spală și se transportă o cantitate mare de material (sol, prundiș, bolovani) ce formează așa numitele torente de noroi, care se acumulează pe fundul râpilor, hârtoapelor, depresiunilor, luncilor râurilor, distrugând vegetația de cultură și naturală, avariind căile de comunicație și diferite construcții.
Toate formele enumerate de relief sunt tipice și pentru teritoriul satului Ciuciulea. Râpele au o foarte largă răspândire în sat. Ele pricinuiesc pagube mari în primul rând fondului funciar. 
Cea mai mare râpă care se află în partea de sud este Râpa Zaharia cu adâncimea de circa 17 metri, apoi urmează în partea de sud-vest Râpa Largă sau Pogor cu adâncimea maximă de 12 metri, de asemenea în sud se află Râpa Hârtopul lui Călin cu adâncimea de 12 metri. Afară de râpele enumerate pe teritoriul comunei se întâlnesc și râpi de dimensiuni mai mici cum ar fi Râpa fostei Grădini Zoologice care se află în centrul satului și care are adâncimea de circa 6 metri Tot în perimetrul satului, lângă lacul Ciuciulea, se află și Râpa Țigăneasca cu adâncimea de 4 metri. Câteva râpi se află în partea de nord-vest a localității printre care Râpa de la Izvor cu adâncimea de 3 metri și Râpa de la Coarne. 
La gura Râpei Zaharia se depune materialul transportat de apă sub forma unui con de depunere (con de dejecție). Spre „vârful” conului, se depune materialul cel mai grosier – bolovanii, pietrișul și apoi , spre baza conului, se depune materialul din ce în ce mai fin – nisip, lut, argilă.
Ogașele și ravenele împiedică executarea lucrărilor agricole. De aceea este necesar să se ia măsuri antierozionale cum ar fi: efectuarea terasării, realizarea de benzi înierbate, rotația reușită a culturilor cultivate cu reducerea la minim a plantelor prășitoare, neadmiterea despăduririi versanților etc. Este necesară de asemenea astuparea rigolelor și ogașelor, plantarea versanților, construirea de diguri în ogașe și ravene.
Alunecările de teren ca și eroziunea contribuie intens la formarea reliefului. În urma dezvoltării și interacțiunii de lungă durată a proceselor de eroziune și alunecare se formează așa forme de relief ca ,,hârtoapele”. Ele reprezintă niște forme negative de relief ce au configurația de amfiteatru cu dimensiunile de până la 3-5 kilometri în perimetru și 100-200 metri în diametru.
În multe locuri din Ciuciulea alunecările de teren joacă unul din rolul principale la formarea reliefului. Cele mai frecvente sunt alunecările cu o configurație de amfiteatru și alunecările frontale, precum și alunecările torențiale. Ele sunt mai frecvente pe versanții care în trecut au fost supuși în repetate rânduri acțiunii proceselor de alunecare (alunecări moștenite).
Cele mai multe alunecări de teren au o răspândire foarte mare în partea de est a satului și în partea stângă a pârâului Glodeanca. Ca forma de relief o alunecare de teren are următoarele părți componente: râpa de desprindere cu înălțimea de 1,5 m are aspectul unui abrupt, fiind locul de desprindere a masei de rocă alunecată. Atunci când alunecarea este mai veche râpa de desprindere este mai puțin vizibilă ca urmare a degradării în timp a abruptului și uneori, a acoperirii cu vegetație. Patul alunecării (jgheabul) nu este vizibil, fiind reprezentat de suprafața pe care alunecă masa de rocă dislocată la nivelul râpei și se dezvoltă deasupra rocilor impermeabile (argile). Este suprafața care se separă masa de rocă alunecată și roca rămasă pe loc, având forme diferite. Corpul alunecării este masa dislocată și deplasată de patul alunecării în funcție de tipul de alunecare ea este în trepte. Fruntea alunecării se află în partea ceea mai joasă a masei de roci alunecate, având aspectul unei denivelări accentuate.

### Structura geologică și paleogeografie
Teritoriul localității Ciuciulea ca și întreg teritoriul Republica Moldova reprezintă o regiune de platformă ce aparține platformei precambriene Est Europene. În structura geologică a teritoriului predomină învelișul sedimentar alcătuit din roci sedimentare de vârstă diferită cu grosimea de circa 800 metri.
Cele mai vechi formațiuni geologice dezvoltate pe teritoriu sunt cele precambriene. Ele sunt reprezentate printr-un complex de roci cristaline de vârsta arhaic-proterozică care formează fundamentul platformei.
Straturile de roci ce formează pânza sedimentară sunt așezate aproape orizontal cu o mică înclinare în direcția sud-vestică. În secțiunea geologică a învelișului sedimentar se deosebesc doar roci de vârstă ordoviciană, siluriană, cretacică, neogenă și antropogenă. Formațiunile altor perioade lipsesc. 
Rocile de vârstă ordoviciană sunt reprezentate prin nisipuri macrogranulare cu prundiș, cele siluriene – prin calcare,calcare dolomitizate, dolomite, gresii, marne și ghipsuri, iar cretacicul – prin marne, tripoliu, diatomit și calcare cu silex.. Toate aceste roci se află la adâncimi mari și nici într-un loc din regiunea satului nu ies la suprafață. 
Cea mai mare grosime și răspândire au rocile de vârstă neogenă, care aparțin la miocen și pliocen. Depozitele miocenului predomină covârșitor, ele fiind prezentate de formațiuni ce aparțin la badenian și sarmațian.Badenianul este format din nisipuri argiloase, argile, calcare și calcare recifogene. Pe teritoriul satului ele se află la adâncime, fiind acoperite de cele sarmațiene, însă ceva mai la nord se dezvelesc în văile afluenților râului Prut. 
Sarmațianul este prezent prin depozitele sarmațianului inferior, cât și celui mediu. Cele ale sarmațianului superior lipsesc. Sarmațianul inferior este format din calcare detritice, calcare recifogene, calcare oolitice, argile. Depozitele acestui subetaj se dezvelesc în valea râului Căldărușa. Sarmațianul mediu este format din argile calcaroase și aleurolite. Aceste depuneri formează partea superioară a pânzei sedimentare din regiune, ele fiind acoperite numai de un strat nu prea mare de roci antropogene. 
Pe locurile mai ridicate din partea de est a satului se întâlnesc insular depozitele pliocenului superior formate din roci aluviale cum ar fi nisipuri, argile loesoidale, argile.
Rocile de vârstă cuaternară (antropogenă) acoperă rocile neogenului cu un strat de până la câțiva metri și sunt reprezentate prin argile nisipoase, argile loessoidale, argile.
Conform datelor din literatura de specialitate (vezi monografia Палеогеография Молдавии) teritoriul unde în prezent se află satul Ciuciulea pe parcursul istoriei geologice a Pământului, începând cu neoproterozoiul, a avut preponderent regim continental, transgresii marine producându-se doar la sfârșitul proterozoicului, în ordovician, silurian, cretacic și neogen. 
În vremea ordovicianului marea a ocupat tot teritoriul Moldovei. Ea se retrage în întregime la sfârșitul perioadei, ca în silurian să revină din nou. Drept că în silurian marea mult timp a ocupat numai partea centrală și de nord a republicii și numai la sfârșitul perioadei a pătruns și în teritoriile ei de sud. 
Pe parcursul a cinci perioade ce au urmat, adică tot neopaleozoicul și cea mai mare parte a mezozoicului teritoriul studiat a avut regim continental, el făcând parte dintr-o câmpie nu prea înaltă ce era supusă proceselor de denudație. Numai la sfârșitul erei mezozoice, în jumătatea a doua a perioadei cretacice are loc o transgresie marină de proporții, care aduce la stabilirea regimului maritim nu numai în zona satului Ciuciulea, ci și în întreaga Moldova. Drept că dacă în regiunea centrală și de sud-est a republicii marea era mai adâncă, apoi în regiunea satului natal ea era mai în față, teritoriul fiind amplasat în zona cu adâncimi mici a șelfului continental.
După retragerea mării la sfârșitul cretacicului regimul continental se păstrează până în neogen, când în vremea badenianului, pe teritoriul cercetat și în întreaga Moldova pătrunde o mare nu prea adâncă cu o salinitate normală a apelor. 
Specific este că în această mare, in apropierea nemijlocită de moșia contemporană a satului Ciuciulea, ceva mai la vest de ea, se formează o zonă de recife ce se întind de-a lungul părții de est a văii contemporane a râului Prut și care în prezent sunt cunoscute sub numirea de toltre. 
Regimul maritim se păstrează și în sarmațian, numai că marea sarmațiană, care ocupa tot sudul Europei de Est, inclusiv teritoriile contemporane ale Mării Negre, Mării Azov și Mării Caspice, era izolată de Oceanul Mondial și avea apa nu sărată ci salmastră. La începutul sarmațianului recifele din valea Prutului prelungesc să se dezvolte, însă mai târziu creșterea lor încetează, deoarece marea devine mai adâncă. În schimb, în mezosarmațian, apare o nouă zonă de recife construită din scheletele calcaroase ale algelor, briozoarelor și foraminiferelor și cunoscute sub numirea de biogerme. Această fâșie de biogerme se întinde de-a lungul liniei Chișinău-Orhei-Camenca. Dacă în eosarmațian în regiunea satului Ciuciulea marea era relativ nu prea adâncă, apoi în mezosarmațian ea se adâncește considerabil. 
Spre sfârșitul mezosarmațianului marea de pe teritoriul studiat se retrage definitiv. La început aici se stabilește o câmpie joasă unde se acumulau aluviuni, iar mai târziu, datorită mișcărilor epirogenice, teritoriul se ridică și se încep procesele de denudație care treptat au adus la formarea reliefului contemporan.

## Demografie

### Structura etnică
Structura etnică a satului conform recensământului populației din 2004:
| Grup etnic         | Populație | % Procentaj |
| ------------------ | --------- | ----------- |
| Moldoveni / Români | 3.669     | 98,97%      |
| Ucraineni          | 18        | 0,49%       |
| Ruși               | 18        | 0,49%       |
| Alții              | 2         | 0,05%       |
| Total              | 3.707     | 100%        |

## Administrație și politică
Componența Consiliului local Ciuciulea (13 consilieri), ales la 5 noiembrie 2023, este următoarea:
|  | Partid                                        | Consilieri | Componență | Componență | Componență | Componență | Componență | Componență | Componență |
|  | --------------------------------------------- | ---------- | ---------- | ---------- | ---------- | ---------- | ---------- | ---------- | ---------- |
|  | Partidul Acțiune și Solidaritate              | 7          |            |            |            |            |            |            |            |
|  | Partidul Socialiștilor din Republica Moldova  | 3          |            |            |            |            |            |            |            |
|  | Partidul Dezvoltării și Consolidării Moldovei | 3          |            |            |            |            |            |            |            |

Serviciile publice din localitate sunt următoarele:
Postul de poliție cu șeful de post, având ca obiect de activitate atribuțiile stabilite de lege privind protecția ordinii publice și private. 
Oficiul poștal, având ca obiect de activitate lucrări de poștă și telecomunicații în relațiile cu publicul.

### Simboluri
Simbolurile heraldice ale satului Ciuciulea au fost adoptate în anul 2017:
Stema: scut gironat, de azur și de aur, cu un disc de argint broșând, încărcat cu un cal roșu trecând sub o cruce labată neagră. Scutul este timbrat de o coroană sătească de aur.
Drapelul reprezintă o pânză pătrată, gironată albastru și galben, purtând în mijloc un disc.
Semnificația:
Împărțirea scutului heraldic în formă gironată, asemănător cu aripile unei mori de vânt, face referire poziția geografică a satului Ciuciulea la o altitudine la care vânturile sunt puternice și fac posibilă utilizarea energiei eoliene contracție unor mori. Această particularitate a fost din trecut folosită de băștinași, fapt confirmat și de toponimul istoric „Morile lui Osmachi”.
Discul de argint amplasat broșând în centru câmpului heraldic, invocă iazul Ciuciulea. 
Calul în mers are trei semnificații:
- în trecut, satul a fost o stație de poștă cu cai.
- este o emblemele tradiționale de identificare a populației rome, care, stabilindu-se aici și asimilându-se ulterior, au contribuit din plin la dezvoltarea economică, la păstrarea tradițiilor și la prosperarea satului.
- invocă tradiția folclorică puternică la Ciuciulea, obiceiul de Anul Nou, când adolescenții „joacă calul”.

Culorile reprezintă elementele naturale și tradițiile: azurul – cerului, iar aurul – soarelui, roșu – sărbătorilor legate de schimbarea anilor.
Crucea labată neagră amintește vechea legătură a satului Ciuciulea cu mănăstirea Cetățuia din Iași. Forma ei artistică a fost inspirată din crucile vechilor pietre de mormânt boierești, astăzi zidite în pereții bisericii din sat.

## Economie
Infrastructura satului include: Liceul Teoretic Ciuciulea, Сasa de Сultură, grădinițele de copii, Centrul de Sănătate, biserica „Sfântul Gheorghe”, Oficiul Poștal, Primăria, 4 întreprinderi individuale care desfășoară activitatea de comerț, moară, oloiniță, sala de ceremonii, și următoarele magazine reprezentate în tabelul de mai jos.
Ca și multe sate ale republicii satul Ciuciulea este un sat agricol. Nu toți locuitorii se supun tendinței migrației. Unii încearcă să-și rezolve situația economică la baștină, inițiază afaceri proprii. Îndeosebi se remarcă prin activitatea de antreprenoriat sfera socială.
Toate aceste magazine aduc un beneficiu comunei prin faptul că oferă locuri de muncă sătenilor și asigură populația cu mărfuri alimentare și industriale, precum și cu servicii.
Dezvoltarea economiei a cunoscut unele modificări în perioada de după proclamarea independenței Republicii Moldova. Un eveniment de o importanță majoră pentru populație la constituit împroprietărirea țăranilor cu pământ. După privatizarea pământului în sat s-au format peste 140 gospodării individuale. Lipsa tehnicii agricole și imposibilitatea de a o procura, i-a determinat pe țărani să se asocieze în gospodării mai mari. Cei mai mulți au preferat să colaboreze cu Societatea Agricolă Andreea-agro, condusă de Mihail Gorcea. De mai bine de 10 ani, Mihail Gorcea s-a restabilit în sat, după ce activase în colhozuri din raionul Glodeni, pe care le-a ridicat la rang de gospodării milionare. În ultimii ani întreprinderea a sponsorizat construcția școlii, spitalului și alte edificii cu funcție socială.

### Agricultura comunei
Agricultura comunei, în prezent are un procentaj scăzut față de perioada dinaintea obținerii independenței. Principala ramură este cultura plantelor. Suprafața terenului agricol al sectorului obștesc în anul 1989 constituia circa 4415 ha dintre care teren arabil 2179 ha vii, 68 ha livezi. Însă în ultimii ani suprafața lor a scăzut astfel în anul 2007 suprafața terenului agricol constituia circa 3870 ha. Astfel culturii plantelor îi revine 70 % din volumul producției comunei. 
Fitotehnia. Ramură dată cuprinde culturile de câmp (cerealiere, plantele industriale și de nutreț), culturile hortiviticole (legume, pomi fructiferi, viță de vie). Cea mai răspândită cultură cerealieră la noi în sat este grâul de toamnă, care împreună cu porumbul ocupă 72 la sută din suprafața totală a cerealelor. Se mai cultivă secară, orz, ovăs. Sfecla de zahăr este o plantă valoroasă, deoarece are un conținut bogat în zahăr și permite obținerea unor producții foarte ridicate la hectar. Acestei culturi îi revin la noi în localitate 15-17 la sută din întreaga suprafață a terenurilor arabile. Recolta medie la un hectar a acestei culturi constituie 250-300 chintale.
Floarea-soarelui – cea mai răspândită plantă producătoare de ulei din republică. Ea ocupă o suprafață de peste 200 de hectare. 
Pomicultura – se practică pe teritoriul satului ca o ramură tradițională de importanță locală. Locuitorii satului nostru au creat masive pomicole de tip industrial plantații de meri, pruni, vișini și nuci. Cel mai răspândit este mărul, cu 80 la sută din producția de fructe. În prezent suprafețe eliberate sunt înlocuite cu culturi cerealiere.
Zootehnia este a doua ramură de bază a agriculturii satului Ciuciulea. Ei îi revin 30 la sută din volumul producției agricole. Sectorul zootehnic furnizează produse alimentare valoroase (lapte, carne, ouă) și materii prime industriale (lână, piei, blănuri). 
Creșterea bovinelor – are o importanță deosebită în producerea de carne și lapte. Pe lângă rasele autohtone se cresc și rase ameliorate. Rasele principale sunt: Neagră Bălțată (pentru lapte), Roșie Moldovenească (pentru lapte).În anul 2008 numărul total de capete era de 390 de vaci, în prezent numărul lor s-a diminuat ajungând la 270 .Hrana vitelor este asigurată prin cultivarea plantelor de nutreț.
Creșterea ovinelor și caprinelor – este o îndeletnicire străveche a populației băștinașe. Astfel în anul 2008 constituiau 2940 de ovine apoi se înregistrează o creștere de până la 3340 în 2010, iar în 20011 numărul lor ajunge la 1972. Productivitatea ovinilor este mica 2 kilograme de lână de la o oaie.
Creșterea păsărilor – aduce mare folos prin producția de carne și ouă. La noi în sat fiecare gospodărie are în ograda sa câteva păsări de sorturi diferite și le folosește în alimentație. Pasări de toate speciile în anul 2008 constituia 3420, în 2010 numărul lor crește considerabil până la 8652, iar în 2011erau în număr de 16147.În condițiile crizei economice s-a înregistrat o scădere esențială a producției avicole, cauzată de majorarea prețurilor la energie electrică și nutrețurilor concentrate.
Creșterea cailor. La începutul anului 2008 în satul Ciuciulea existau circa 174 de cabaline (cai, catâri, măgari), în 2010-142. În prezent există aproximativ 131 de cai, care se utilizează la efectuarea lucrărilor agricole și pentru lucru în gospodărie, fiecare deținător de cai având și căruță. Sporirea numărului de gospodării țărănești, creșterea prețurilor la energie, vor contribui la mărirea numărului de cai la noi în sat.
Piscicultura și apicultura – sunt ramuri secundare ale sectorului zootehnic. Piscicultura la noi în sat are posibilități de dezvoltare mai mari. În prezent iazurile satului sunt arendate, însă in ele se pescuiește, se odihnesc sătenii. În satul Ciuciulea există 8 gospodari care se ocupă cu apicultura. Mierea produsă de ei este parțial comercializată în primul rând sătenilor și mai puțin în afara satului.
Creșterea porcilor – este una din cele mai eficiente ramuri ale sectorului zootehnic. Ele sunt folosite pentru producția de carne și grăsimi. În anul 2008 numărul lor constituia 280,în 2010 vedem o creștere de circa 628 de capete, în 2011 sa scadă până la 509 capete.

### Transportul
În Ciuciulea este prezent transportul rutier și telecomunicațiile. De asemenea circula autobusele cu ruta :Ciuciulea-Chișinău, Ciuciulea-Bălți, Ciuciulea-Glodeni cu ajutorul cărora ciuciulenii se pot deplasa înafara localității.
Ciuciulea avea în 2007 drumuri asfaltate de circa 20,5 kilometri, la fel din anul 2010 multe drumuri au început sa fie pietruite și in prezent majoritatea străzilor din sat sunt fie că asfaltate fie că pietruite, iar în ultimii 5 ani a fost reparate circa 14 kilometri.

## Telecomunicații
Include poșta telegraful și telefonul. În prezent în satul Ciuciulea peste 1300 de gospodarii dispun de rețea de telefonie fixă. Se realizează legături telefonice urbane, interurbane, internaționale, prin fax și telefon. În sat există un oficiu poștal prin intermediul căruia oamenii, mai mult cei în vârstă, comunică cu rudele îndepărtate, iar majoritatea gospodăriilor din sat efectuează plătirea serviciilor comunale. La rețeaua internet sunt conectate 50 de gospodării din sat. 

## Sfera socială
Școala a fost construită în anul 1917 . Din anul 1974 școala a fost trecuta la sistemul de 10 ani. Director de școală a fost numit Fiodor Vatavu. Apoi din anul 1980 școala a fost trecută la sistemul de 11 ani. În anul 2004 a fost finisată construcția școlii noi. Lucrările de construcție au fost finanțate din banii donați de către săteni, acordați de Fondul de Investiții Sociale din Republica Moldova și Societatea Agricolă Audreea-agro, președinte Mihail Gorcea. În 2006 la insistența directorului școlii, Boris Boubătrîn, școala din sat a fost transformată în Liceu Teoretic. Profesorul Boris Boubătrîn este director al acestui liceu de mai bine de 20 ani, are deosebite merite și titluri pedagogice.
Azi, la liceul din sat își fac studiile peste 500 de elevi. Aproximativ 50 % din absolvenții fiecărei promoții își continuă studiile la instituțiile superioare de învățământ din republică și de peste hotare.
Elevii liceului sunt încadrați în activități extrașcolare, participă la diferite concursuri și festivaluri naționale și internaționale sub îndrumarea domnului Boubătîn Anatol, care organizează și conduce colectivul de dansuri și cântece populare, iar drept rezultat s-au învrednicit de numeroase premii și locuri de frunte la diferite festivaluri din țară și de peste hotare. Colectivul promovează cu succes tradițiile și obiceiurile păstrate cu sfințenie de către locuitorii satului. 
În anul de studii 2011-2012 în Liceul Teoretic Ciuciulea învață 450 de elevi care formează 12 clase.
Corpul didactic profesoral numără 25 de cadre didactice, dintre care 17 femei și 8 bărbați. Numărul de cadre didactice care dețin grade de calificare este de 17 persoane. Majoritatea profesorilor posedă o bogată experiență pedagogică.
Grădinițele de copii. În Ciuciulea în anul 1989 funcționau 3 grădinițe de copii. Pe parcurs numărul lor s-a diminuat ajungând în anul 2011 la numai 2. Una se află în centrul satului iar alta în partea lui de jos.
Școala profesională, care se ocupă cu instruirea tinerilor din localitate și din comunele vecine. În cadrul acestei instituții activează 10 profesori, care pregătesc studenții la următoarele specialități: electricieni, sudori, mașiniști, bucătari-cofetari. Pe teritoriul ei se afla Parcul de mașini si tractoare. Aceasta instituție se afla pe teritoriul fostului Conac al Boierului Buznea.
Centrul de sănătate, care asigură protejarea sănătății populației satului; colectivul acestei instituii este compus din: Marc Oxana - șefa centrului de sănătate, medic de familie; Scutari Zinaida – asistentă medicală; Gîlcă Ludmila - infirmieră, Soltan Tamara - laborant.

## Religia
În anul 1831, în satul Ciuciulea se zidește o alta biserica în cinstea Sf. Mare Mucenic Gheorghe. Locașul existent si azi e construit din piatra sub forma de corabie. Când si de cine a fost zidit, si sfințit nu se știe. Locașul este acoperit cu tabla zincata. În partea dreapta lipit de biserica se afla cavoul primului pastor Gheorghe Ignatovici si a familiei sale. Tot în partea dreapta separat de biserica si cavou se afla clopotnița, tot așa de înalta ca si biserica, fiind înzestrata si până în prezent cu șase clopote mari de bronz, cel mai mare cu diametrul de doi metri este turnat în anul 1827 la inițiativa Boierului Mihail Buznea, având pe el inscripție de donație făcuta de boier scrisa cu caractere slavonești. Clopotnița a mai avut, spun bătrânii satului, un clopot foarte mare, care ca să fie pus în funcție, era necesară forța a vreo trei barbari în putere. Acest faimos clopot a fost prima si ultima victima căzuta sub dominația regimului totalitar comunist, el a fost luat prin anii 1946-1948 si dus într-un loc fiind si azi pentru ciuciuleni necunoscut.
Doar aceasta pierdere a suferit biserica în timpul regimului comunist. În anul 1980 lângă clopotnița cu cheltuiala creștinilor s-a făcut o fântâna de unde se pot servi trecătorii. În interiorul bisericii atât icoanele de la iconostas cât si celelalte sunt vechi, pictate în stil bizantin. De cine au fost pictate nu se știe. Iconostasul este înalt de aproximativ noua metri, format din cele șase etaje. Pe întreaga cupola a naosului este zugrăvit chipul Mântuitorului, veghind mereu la grijile oamenilor. Atât cărțile cât si obiectele de cult sunt foarte vechi probabil ramase de la biserica anterioara. În anul 1947 la biserica din Ciuciulea slujea preotul rus Mihail Naclada. În anul 1955, paroh al bisericii Sfântul Mare Mucenic Gheorghe devenise preotul Dionisie Jucov. Un timp, la biserică a slujit părintele Serghei. Din 1991 în fruntea parohiei se află părintele Leonid Buzdugan, născut la 7 iunie 1954. Din inițiativa părintelui Leonid, dar și cu sprijinul financiar al sătenilor biserica a fost reparată.

## Personalități
Născuții în Ciuciulea
Valentina Cojocaru - Artistă Emerită a RSSM -1978 și Artistă a Poporului RSSM - 1989 .
- Valentina Cojocaru s-a  născut la data de 20 februarie 1947 în satul Ciuciulea, județul Bălți. Este absolventă a Școlii pedagogice din Calărași (1960-1964), unde a studiat domra și s-a format ca artist sub îndrumarea profesorului Nicolae Spivac. În perioada 1975-1980, cântăreața studiază la Institutul de Arte „G. Musicescu” din Chișinău cu Ion Popescu și Valentina Boldurat (dirijat cor). De-a lungul anilor, Valentina Cojocaru face parte din diferite colective artistice: Orchestra de amatori „Ciobănaș” din Călărași (1962–1965), colective artistice de estradă (1965–1967), formațiile de muzică populară „Mugurel” (1968–1974), „Lăutarii” (1990–1992) ale Filarmonicii din Chișinău și Orchestra de muzică populară „Folclor” (1974–1990). Valentina Cojocaru a susținut multe turnee artistice internaționale în Danemarca, Olanda, Austria, Cuba, Franța, Filipine, Grecia, Etiopia. În repertoriul său se regăsesc cântece de joc, de petrecere, doine (Basmăluța, Satule, Gradina-n floare, Vazui tinerețea mea, Are mama doi feciori, Mână Gheorghe boii bine etc.), printre care și compoziții de Tudor Chiriac, C. Rusnac, Gheorghe Mustea, V. Doni, P. Neamțu, Gh. Banariuc, V. Crăciun. A avut înregistrări la casa de discuri „Melodia” din Moscova (în total a înregistrat peste 200 de cântece). Cojocaru a devenit Artistă emerită a RSSM în 1978 și Artistă a poporului a RSSM în 1989. Cea din urmă distincție o primește ca rezultat al desemnării baladei „Miorița”, în interpretarea sa, drept cea mai reușită creație muzicală a anului 1988 de către UNESCO. În 1993 i se conferă medalia „Meritul civic”, iar în 2005, ordinul „Gloria Muncii” și Ordinul Republicii în 2010. Repertoriu:  • Tot am zis noroc, noroc;  • Eu te-am iubit;  • Și doar iubirea;  • Sunt nevastă, am copii;  • Romanță;  • Mă grăiesc vecinele;  • Țara mea, frumoasă țară;  • Frunzuliță și-o lalea;  • Cântă puiul cucului;  • La marginea satului;  • Tropăiți, flăcăi, pe loc;  • Văzu-i tinerețea mea;  • Badița de foc și dor;  • De nu cânți această glie;  • Blestemat să fii, război;  • Eu trăiesc pe acest pamânt;  • Hora moldovenilor;  • Suntem două surioare;  • De s-ar face un drum de țară;  • Trandafir de lângă sat;  • La fereastra din ogradă;  • Țara mea;  • Mi-a tot zis mama și tata;  • Vezi, Ionele, cum ești tu;  • M-a jucat badea la hora;  • Cine vine de la deal;  • Mult mi-i dragă primavara.  Filmografie:  • Cântecul drag, „Telefilm-Chișinău” (1978);  • Cântă Valentina Cojocaru, „Telefilm-Chișinău” (1981);  • Duete vocale, „Telefilm-Chișinau” (1982).Titus Bogdan - regizorul Teatrului Republican de Păpuși Licurici.
- Titus Jucov  a fost un actor, regizor și director al Teatrului Republican de Păpuși „Licurici” din Chișinău între 1979 și 2013.

Titus Jucov s-a născut la 28 septembrie 1950, în comuna Ciuciulea ,Glodeni. Și-a făcut studiile la Institutul de Stat al Culturii din Moscova, facultatea de Regie. A debutat ca regizor cu spectacolul de licență "Tribunalul" la Teatrul Național „Vasile Alecsandri” din Bălți. După absolvirea facultății, Titus Jucov a activat în calitate de actor și regizor la Teatrul Republican de Păpuși. Aici a fost prim-regizor, director artistic, iar din 1979, a devenit director al teatrului.
- Veronica Grigoraș  s-a născut la  2 octombrie 1962, satul Ciuciulea, raionul Glodeni  și este o actriță de teatru și film din Republica Moldova .

A studiat arta actorului la Școala teatrală "B.Sciukin" din Moscova (1980-1983) și la Institutul de Arte "G. Musicescu" din Chișinău (1990-1992), specializarea actriță de teatru și film.
A debutat pe marele ecran la studioul "Moldova-film" în anul 1984 în filmul "În zorii revoluției". Rolul său de succes a fost rolul Maria din filmul "Tunul de lemn" (1986).
Filmografie:
- În zorii revoluției (1984) - tânăra săteancă
- Tunul de lemn (1986) - Maria
- Luceafărul (episod, 1986)
- Adio, viață de holtei (1989) - Violeta
- Troița (1991) - Margareta
- Codrii (1992) - Irina Negară
- Găoacea (1993) - Maria
- Farfurii zburătoare (studioul ”Sarmis”, 1993) - Anica
- Teodor Vatavu - Învățător Emerit al URSS , Directorul Școlii din Ciuciulea timp de 47 ani , fondatorul Grădinii Zoologice din satul Ciuciulea , Microferma de pe langă Școala Medie , unde elevii studiau si practicau zootehnia ingrijirii vitelor mulgatoare si a Centrului Experimental, cu   loc rezervat pentru prezentare , expunere la VDNH Moscova , unde elevii studiau si cultivau diferite specii de pomi, tufari , legume , flori  , care mai tarziu erau transportate la expozitie în Moscova .

- Valentina Vatavu – jurnalist TV Moldova,  fiica Marelui Pedagog si Om de valoare al satului Ciuciulea,  Tudor Vatavu .
- Activează în cadrul Companiei Teleradio-Moldova din anul 1975. Autor și realizator al programelor "Telefilmoteca muzicală " și "Șlagăre de altădată ".
- A fost distinsă cu premiul Antena de aur.
- Alexei Barat – operator și regizor la TVM. Maestru în Arte. Autor de film. A realizat mai multe documentare ca „Clopotul reînvierii” , „Limba noastră” etc.
- Valeriu Crudu – născut la 1 februarie 1957. Absolvent al Institutului de Stat de Medicină din Chișinău. A elaborat și publicat 170 de lucrări științifice, peste 50 propuneri de raționalizare și 15 inovații. Din 2004 – membrul al Societății Europene de Microbiologie Clinică și Maladii Infecțioase.

## Vezi și
- Conacul Leonardi-Buznea